# Niroshan Wijekoon
Padmasiri Niroshan Banda Wijekoon (singhalesisch: නිරෝෂන් විජේකොන්; tamil: நிரோஷன் விஜெகொன், auch Niroshana Wijekoon) (* 10. Februar 1964) ist ein sri-lankischer Badmintonspieler. 

## Karriere
Niroshan Wijekoon nahm 1992 im Herreneinzel an Olympia teil. Er verlor dabei gleich in Runde eins gegen Dipankar Bhattacharjee aus Indien und wurde somit 33. in der Endabrechnung. Bei der Badminton-Weltmeisterschaft 1989 schied er sowohl im Doppel als auch im Einzel ebenfalls in der ersten Runde aus.

## Sportliche Erfolge
| Saison | Veranstaltung               | Disziplin    | Platz | Name                                      |
| ------ | --------------------------- | ------------ | ----- | ----------------------------------------- |
| 1982   | Sri-lankische Meisterschaft | Mixed        | 1     | Niroshan Wijekoon / Lucky Alagoda         |
| 1989   | Weltmeisterschaft           | Herrendoppel | 33    | Niroshan Wijekoon / Duminda Jayakody      |
| 1989   | Weltmeisterschaft           | Herreneinzel | 65    | Niroshan Wijekoon                         |
| 1990   | Sri-lankische Meisterschaft | Mixed        | 1     | Niroshan Wijekoon / Kaushalya Dissanayake |
| 1991   | Sri-lankische Meisterschaft | Mixed        | 1     | Niroshan Wijekoon / Kaushalya Dissanayake |
| 1992   | Sri-lankische Meisterschaft | Mixed        | 1     | Niroshan Wijekoon / Kaushalya Dissanayake |
| 1992   | Olympia                     | Herreneinzel | 33    | Niroshan Wijekoon                         |